# Castets-en-Dorthe
Castets-en-Dorthe is een plaats en voormalige gemeente in het Franse departement Gironde (regio Nouvelle-Aquitaine) en telt 1124 inwoners (1999). De plaats maakt deel uit van het arrondissement Langon. Castets-en-Dorthe is op 1 januari 2017 gefuseerd met de gemeente Castillon-de-Castets tot de gemeente Castets et Castillon. 

## Geografie
De oppervlakte van Castets-en-Dorthe bedraagt 8,7 km², de bevolkingsdichtheid is 129,2 inwoners per km².
De onderstaande kaart toont de ligging van Castets-en-Dorthe met de belangrijkste infrastructuur en aangrenzende gemeenten.

## Demografie
Onderstaande figuur toont het verloop van het inwonertal (bron: INSEE-tellingen).

## Afbeeldingen

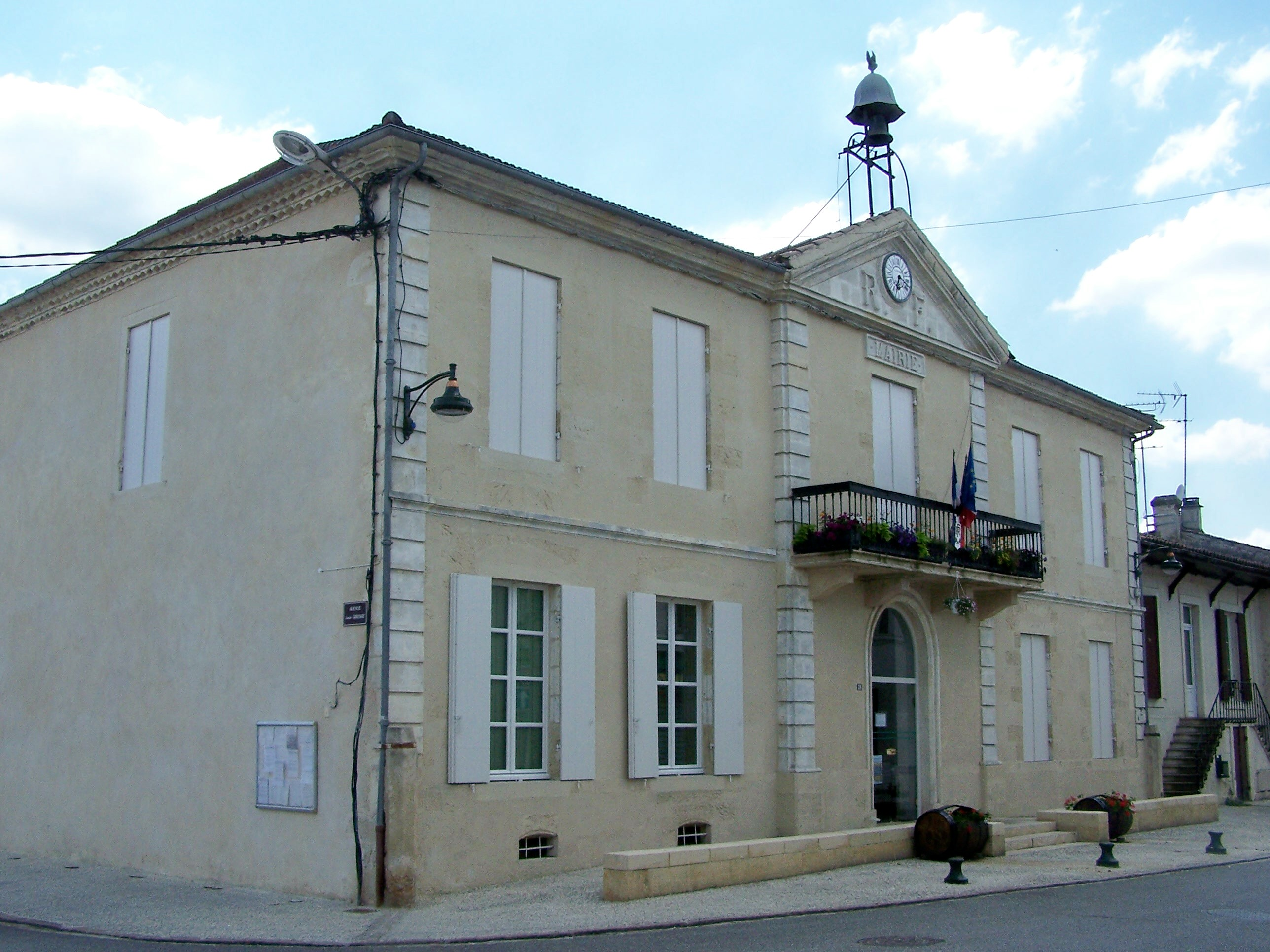
Gemeentehuis
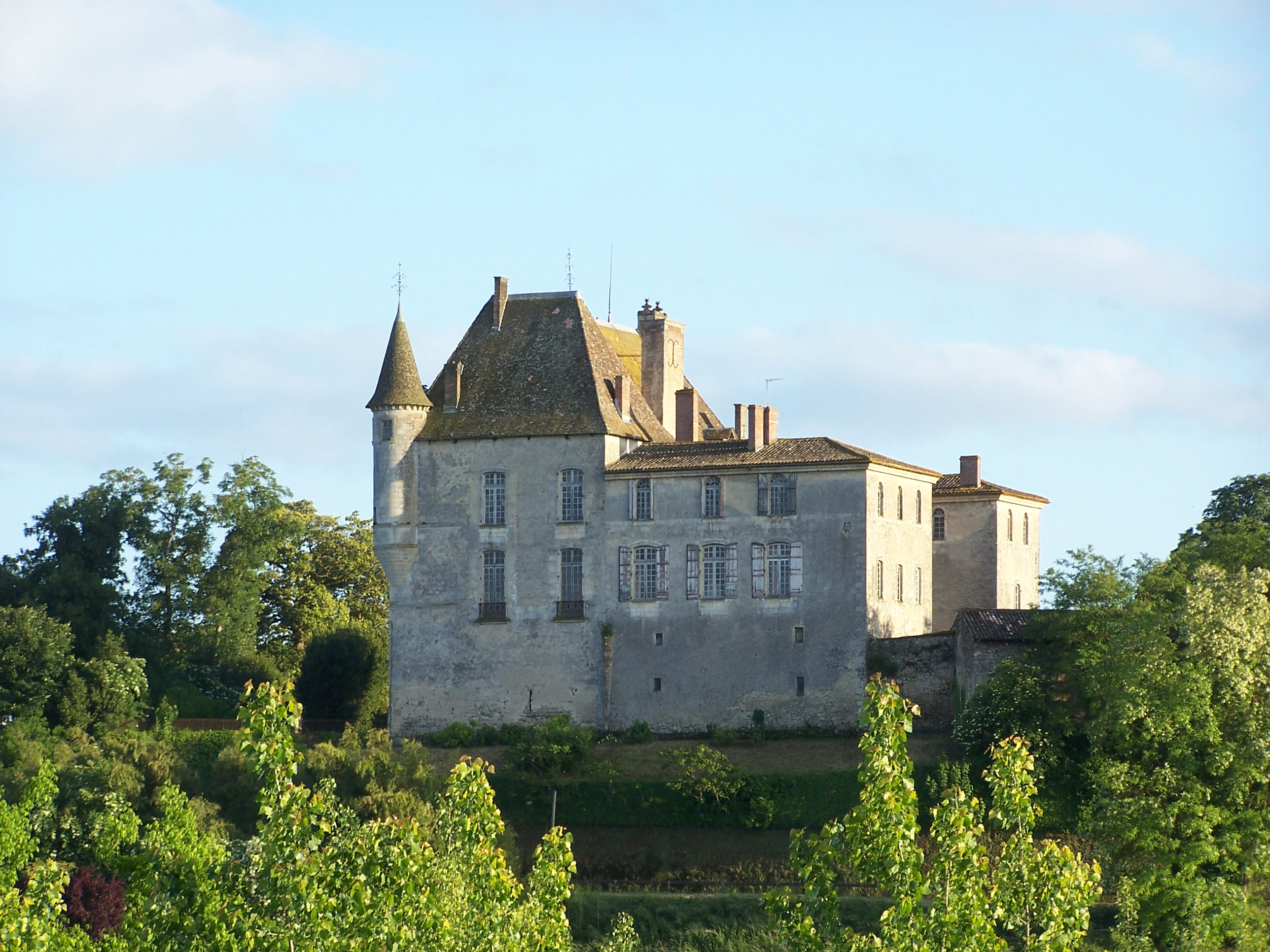
Château du Hamel
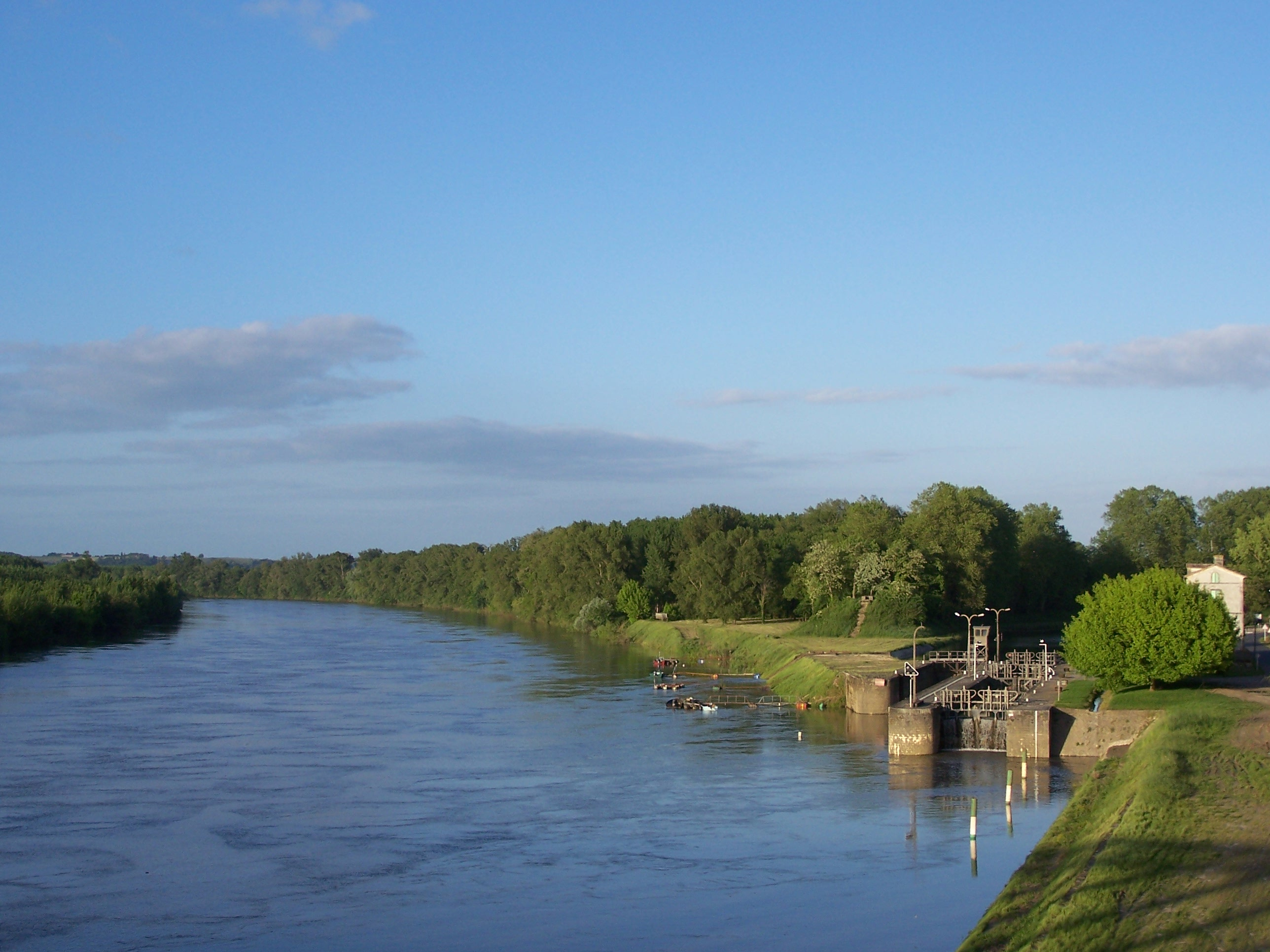
De Garonne met het canal de Garonne
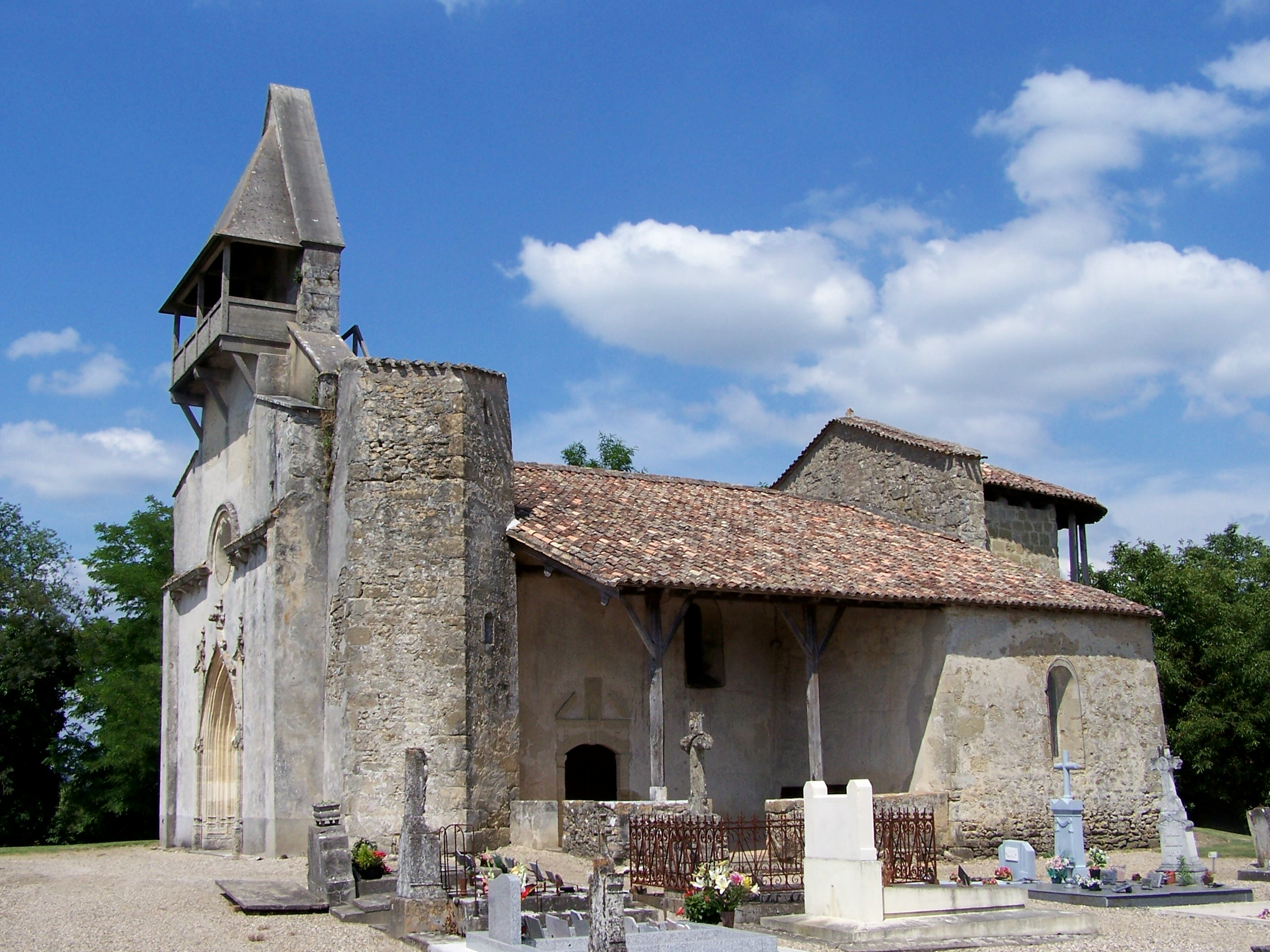
Église de Mazérac